# 全国高等学校野球選手権大会

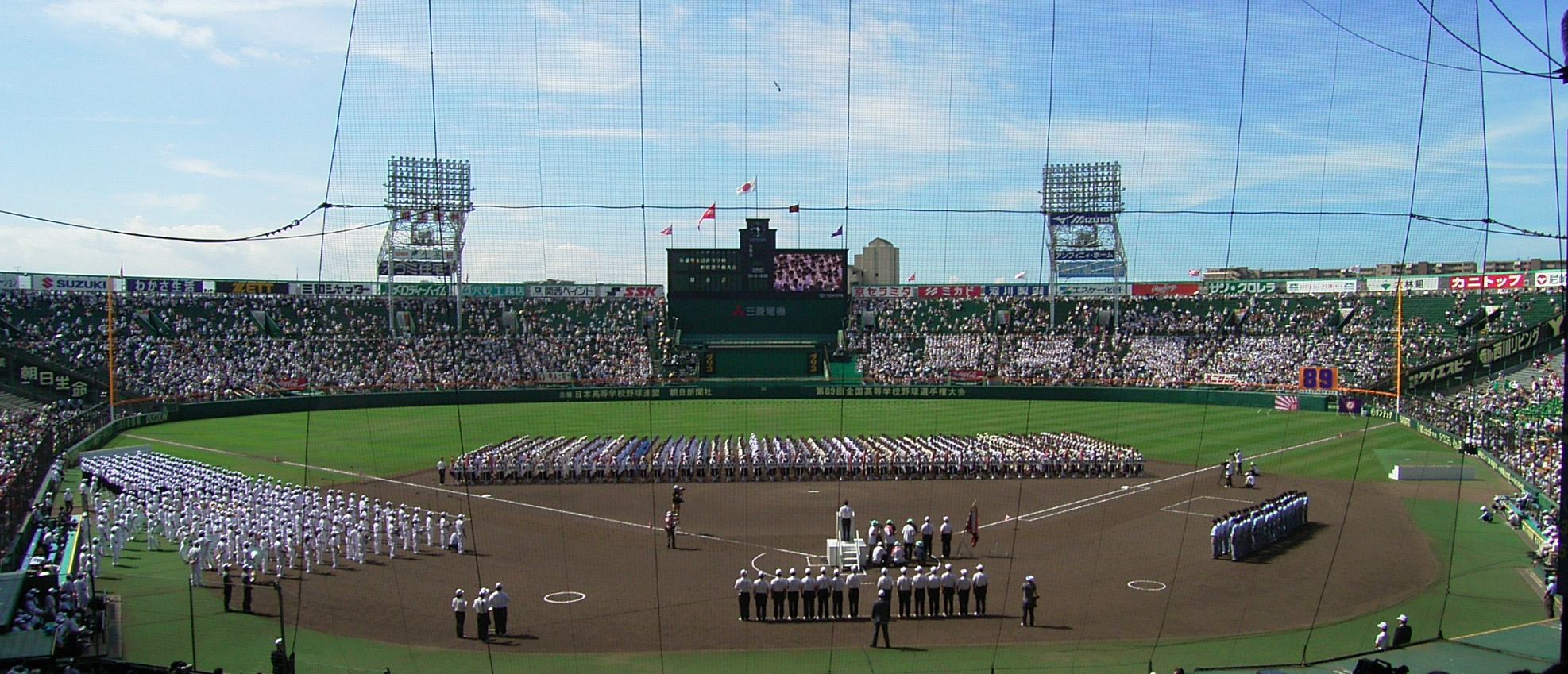
2007年夏の甲子園開会式

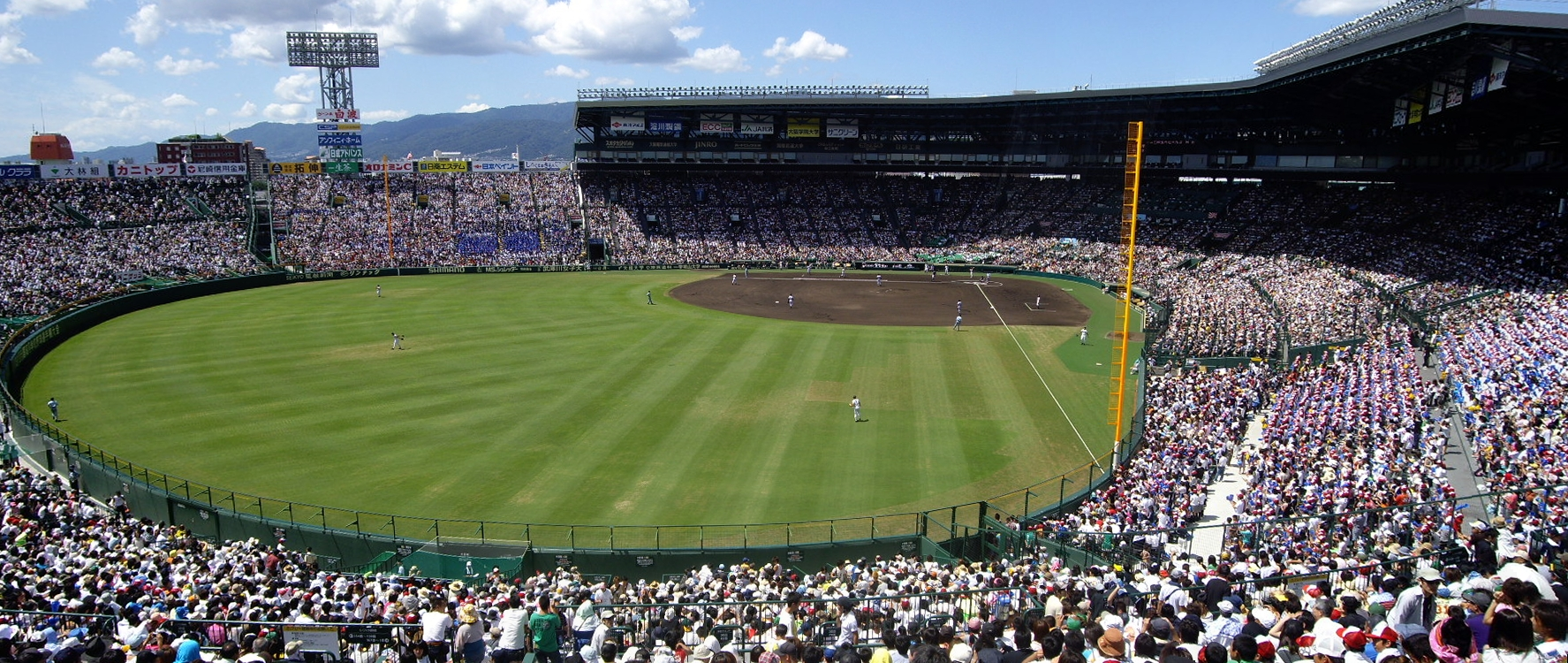
2009年夏の甲子園

全国高等学校野球選手権大会（ぜんこくこうとうがっこうやきゅうせんしゅけんたいかい）は、兵庫県西宮市にある阪神甲子園球場を会場として、日本高等学校野球連盟（高野連）・朝日新聞社主催、毎日新聞社後援、阪神甲子園球場特別協力のもと、毎年8月に開催される日本の高校野球の全国大会である。
1947年（第29回）までは「全国中等学校優勝野球大会」という名称であったが、学制改革による中等学校から高等学校への改編に伴い、1948年（第30回）から現行の名称となった。
大会旗および#優勝旗の色は深紅で、特に優勝旗を指して「深紅の大優勝旗」と呼ばれている。現行の優勝旗は2018年に新調された3代目である。「夏の甲子園」「夏の高校野球」「全国甲子園」「甲子園」 ｢夏」「選手権」「○○回目の夏」などと表現され、5年に1度（大会回数が5の倍数となる回）は記念大会として実施される。

## 会場
1915年（第1回）と1916年（第2回）は、箕面有馬電気軌道（箕有電車。現・阪急電鉄）が所有する、大阪府豊能郡豊中村（現・豊中市）の豊中グラウンドで行われた。
出場校が1915年（第1回）より増え、加えて敗者復活制も採用した1916年（第2回）は試合数も増えたが、開催期間は1915年（第1回）と同じ5日間（雨天順延）に収めたため、タイトなスケジュールとなった。
当時から主催者の大阪朝日新聞社（大朝）は旅費を支給していたが、現在と異なり滞在費補助を支給しておらず、滞在費は出場校の全額負担となっていたため、開催期間の長期化は避けたかった。また、スタンドの収容人数不足、箕有電車の輸送力不足も問題となっていた。
出場校の負担増に直結する開催期間の長期化を避けたい大朝の希望に、十分な輸送力を持ち、もとより大会招致に動いていた阪神電気鉄道（阪神電鉄）がグラウンドを2面備えた鳴尾球場を開場させることで応え、1917年（第3回）から会場が兵庫県武庫郡鳴尾村（現・西宮市）の鳴尾球場へ移った。
しかし、敗者復活制は第3回大会を最後に廃止され、鳴尾競馬場の馬場内という阪神競馬倶楽部からの借り物の土地、加えて陸上競技用のトラックの内側（インフィールド）にあったため、野球観戦用のスタンドを常設できない鳴尾球場は、観客数の増加への対応に追われることとなった。
1923年（第9回）ではスタンドに収まりきらない観客がグラウンドへ流れ込んで試合が一時中断する事態となり、大朝は本格的な野球場の建設を阪神電鉄へ打診した。
阪神電鉄は、武庫川改修工事によって生じた枝川・申川（武庫川の支流）の廃川敷地を1922年に兵庫県から買収しており、当時阪神電鉄の専務であった三崎省三の構想もあり、旧枝川・旧申川の分流点あたりに自前の運動場を建設する計画を立てていたことから、思惑が一致。
ニューヨーク・ジャイアンツのホームグラウンドのポロ・グラウンズを参考に、運動場の開場を1924年（第10回）に間に合わせるため、同年3月11日起工、7月31日竣工という突貫工事で建設され、8月1日に開場した。同年が十干十二支の最初の年である甲子年（きのえねのとし）という60年に1度の縁起のいい年であることから、甲子園大運動場と命名された。
戦後初の復活開催となった1946年（第28回）は、GHQに甲子園を接収されていたため、阪急西宮球場で行われた。この大会は、立教大学の教授を務め、戦後GHQの将校として再来日したポール・ラッシュ博士が、若者たちに夢や希望を与えるスポーツを復活させることが戦後の日本の復興にとって喫緊課題であるとして、大会復活に尽力し開催したものであった。
出場校を大幅に増やした1958年（第40回）と1963年（第45回）では、大会日数を減らすために甲子園球場と西宮球場とを併用して行われたものの、不公平として評判が悪かったため（甲子園で試合できず敗退した学校からは苦情があった）、これ以降は一貫して甲子園で行われるようになった。
当大会を主目的に建設された甲子園球場は、高校野球の聖地として高校球児たちの憧れの舞台となっている。「甲子園」という言葉自体が高校野球全国大会の代名詞となっており「夏の甲子園」という通称としても扱われているように当大会に大きく貢献していることから、2010年から大会の特別協力として扱われている。
なお、上述のような経緯、そして開設当時は阪神電鉄も電車運賃と沿線開発によって収益を上げられたことにより、高校野球の開催について甲子園球場の使用料を請求しておらず、これは開設から90年以上を経た2015年時点でもそのままとなっている。
また、阪神甲子園球場は阪神タイガースの本拠地にもなっているが、1990年代半ばまでタイガースは高校野球の開催期間中に本拠地が使えないため、長期ロードを強いられていた。
かつては、ロード中に成績が低迷することが多かったため「死のロード」の異名で呼ばれることもあった。1997年以降、タイガースは当大会や春の選抜大会中に準本拠地として近傍の大阪市にある大阪ドーム（京セラドーム）を使用する日程を組むようになったので、そうした異名は過去のものとなっている。
虫明亜呂無は「昭和の初めから甲子園の中等野球が阪神地帯を中心に盛んになっていったのは、山陽・四国・九州地方の出身者が、阪神地帯で商店の丁稚や中小工場の工員などで働いていたとき、たまたま8月のお盆休みに、甲子園球場に来て、故郷の学校の活躍を見て、激しい応援を送ったからである。
自分と小学校で同窓であった者が、あるいは隣村の誰それが野球の選手として甲子園に来ているという親近感が甲子園の野球を支えた。甲子園の野球は望郷と流浪の野球に他ならない。『いつの日か 故郷に帰らん 流離の泪』が甲子園野球の花である。野球が故郷を離れた者同士を堅く連帯させた。観客の想いはひたすら故郷に向かった」などと論じている。

## 出場校
6月中旬から7月下旬にかけて行われる、各都道府県高等学校野球連盟・朝日新聞社主催の地方大会を勝ち抜いた優勝校が代表校となり、全国大会への出場資格を得る。
現在は全国大会の主催者である朝日新聞社が全ての地方大会の主催者となっているが、もともと各地方に存在した他団体主催の野球大会を地方大会と見なし、そのような野球大会がない地方に限り主催者あるいは後援者となって地方大会を行ってきた経緯があり、事実上の予選ではあるものの、地方大会は全国大会から独立した大会となっている。
なお、予選という用語は、消滅した複数の府県を対象とする地方大会の府県予選といったように、地方大会以下のレベルで用いられる。
地方大会も全国大会と同じく勝ち抜きトーナメントで行われる。参加校数は全国合計で3500校前後であり、1990年（第72回）から2011年（第93回）までは4000校を越えた。なお、最も多かったのは、2002年（第84回）と2003年（第85回）の4163校であった。
地方大会の基本的なルールは、選抜高等学校野球大会（選抜＝春の甲子園）と同じく開催年度の公認野球規則、アマチュア野球内規、高校野球特別規則に則って行われる。
地方大会では、得点差によるコールドゲーム制度が実施されている。1999年（第81回）までは地区によってイニング・得点差とも規定がまちまちであったが、2000年（第82回）からは各地区とも「5回10点差以上、7回7点差以上」に統一された。
ただし、決勝戦に限ってはコールドゲームは適用されず、2023年（105回）までは9回攻撃終了とならない場合はノーゲームとなった（2022年・2023年は一部の地方のみ。後述）。
2022年（第104回）から全国大会に導入されたサスペンデッドゲーム（以下＝継続試合）は、地方大会については各地方の高野連が判断していたが（2022年は35地方大会、2023年は宮城大会を除く48地方大会で適用）、2024年（第106回）からは全地方大会に導入され、地方大会でもコールドゲームやノーゲームが無くなった。

### 代表校
地方大会を勝ち抜いた優勝校に地方の代表校として全国大会出場権を与えるという方式で一貫しており、地方の範囲が都道府県より小さくなる場合でも第1代表・第2代表のような上位校方式ではなく、東西あるいは南北に二分して、地方大会を2大会行い、地方の代表校が1校ずつの2代表となる。
地方の範囲が都道府県を基本とするようになるのは後年のことであり、元々は複数の道府県を基本としていた。1915年（第1回）では地方大会の数、すなわち、代表校は10校であった。その後参加する道県の増加により毎年のように地方大会の増設や編成替えを繰り返し、1926年（第12回）までに12増えて22代表となった。
以降、地方大会の編成替えはあったが1941年（第27回）まで22代表制が続いた。
参加校の多い関西では、第1回大会から代表枠が3つ設けられて地勢的に兵庫県が単独代表となり、1916年（第2回）から4つ設けられて大阪府も単独代表となった。後年に2代表となる北海道は1920年（第6回）から、東京都（当時東京府）は1923年（第9回）からそれぞれ単独代表となった（東京府は第1回大会も事実上の単独代表であった）。
複数の府県を対象とする地方大会でも長野県（北陸→甲信→甲信越→信越）、愛知県（東海）、京都府（京津/京滋）は他の県を圧倒しており、滋賀県（京津/京滋→福滋）は春より夏のほうが出場回数が少なくなっていたほどである。
このため、歴代の出場回数・優勝回数・勝利数などの都道府県ランキングについて有利不利が存在するのではないかと言われている。
第二次世界大戦に伴う1942年から1945年の中断を挟み、1946年（第28回）から朝鮮・満洲・台湾の旧外地3代表枠が無くなり19代表制に減少して再開された。
また、戦後米国の統治下に置かれた沖縄県が1951年（第33回）まで不参加となった（沖縄県の本土復帰は1972年）。
しかし、1948年の学制改革によって男女共学が実施されると、それまで女子校であった学校にも野球部が発足し、参加校がこれまでにない早さで倍増に近い規模へと増加した。
その後も高校進学率の上昇と新設校ラッシュに伴って参加校が増加し、地方大会の増設や編成替えも進み、参加校が多く面積も広い北海道は1959年（第41回）から北北海道・南北海道の南北2代表、参加校が突出して多くなっていた東京都は1974年（第56回）から東東京・西東京の東西2代表となった。
1978年（第60回）から、毎年1府県1代表・北海道と東京都は2代表の49代表制となった。
以下の記念大会では地方大会が増設されて代表枠が増加した。
- 1958年（第40回）：都道府県1代表（47代表）。
- 1963年（第45回）：都府県1代表、北海道は2代表（48代表）。
- 1968年（第50回）：同上（48代表）。
- 1973年（第55回）：同上（48代表）。
- 1998年（第80回）：北海道・東京都に加え、参加校が128校を超える埼玉県・千葉県・神奈川県・愛知県・大阪府・兵庫県の6府県も2代表（55代表）。
- 2008年（第90回）：同上（55代表）。
- 2018年（第100回）：上述の8都道府県に加え、福岡県も2代表（56代表）。

参加校が多く2代表となる都道府県では、東西あるいは南北の地方大会の境界が参加校に応じて変更されたことがある。一方、毎年1府県1代表となって以降、参加校の少ない県が複数の県を対象とする地方大会へ戻されたことはない。
また、地方大会で優勝するには、参加校が129校以上の場合は最多で8連勝しなければならない。一方、31校以下の場合は最少で4連勝すれば済むといった格差がある。

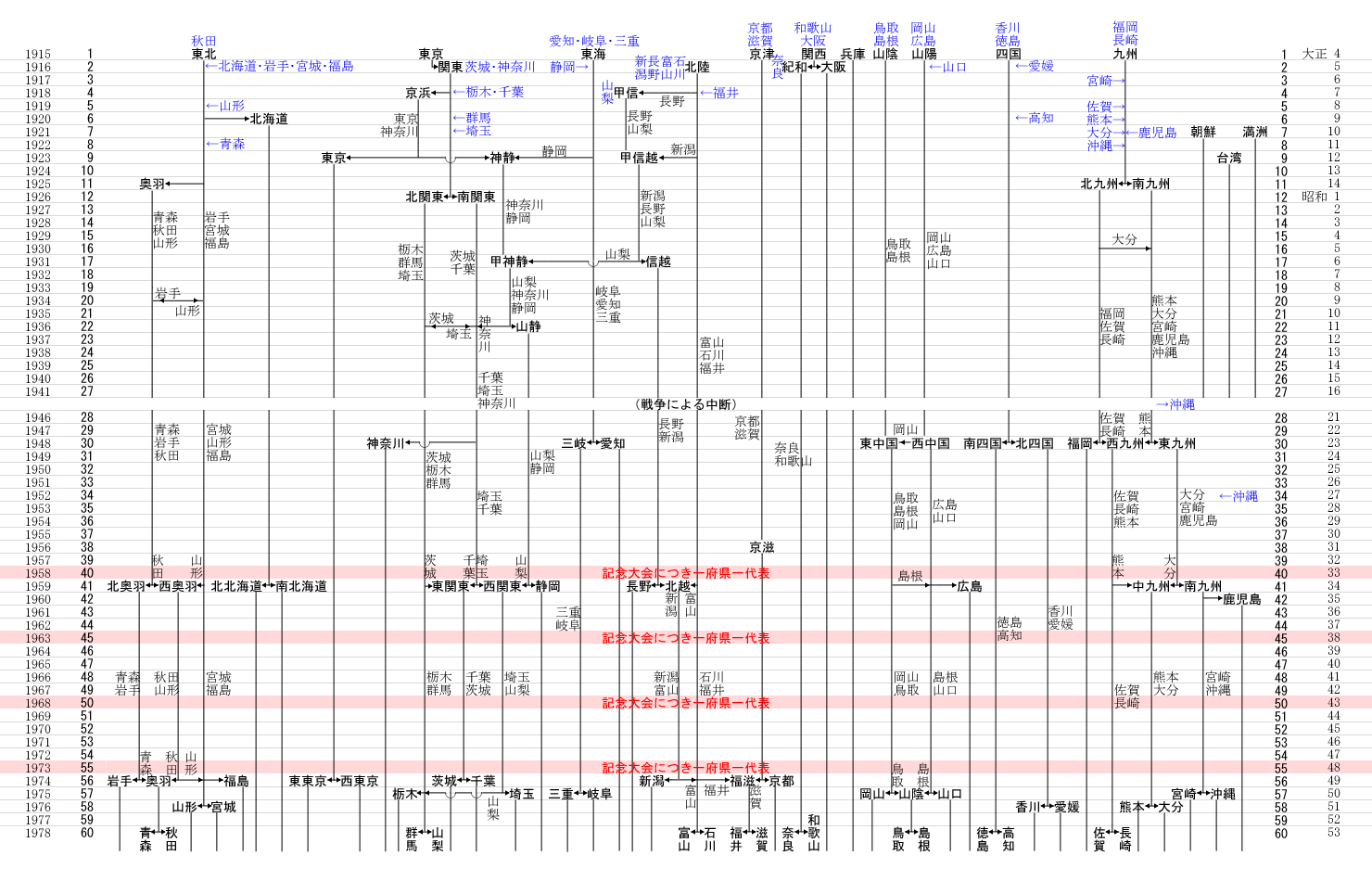
地区割りの変遷

## 試合組み合わせ
試合の組み合わせは抽選によって決まる。2024
年までは開幕3日前に抽選会が開催され、各チームのキャプテンによるくじ引きで組み合わせが決定していた。
| 期 間                                | 抽選方法 |
| ------------------------------------ | --- |
| 1915年（第1回）- 1918年（第4回）     | （不 明） |
| 1919年（第5回）- 1921年（第7回）     | 全試合抽選。 |
| 1922年（第8回）- 1926年（第12回）    | （不 明） |
| 1927年（第13回）- 1941年（第27回）   | 全試合抽選。 |
| 1946年（第28回）- 1951年（第33回）   | 2017年（第99回）以降と同じヤグラ方式（後述）。 |
| 1952年（第34回）- 1994年（第76回）   | 全試合抽選。1回戦・2回戦・3回戦・準々決勝のそれぞれの最終日に甲子園球場で公開抽選の形式でまとめて決定した。 1952年8月11日の朝日新聞紙上に「今度の大会から、第3日第1試合の第1回戦（7試合14チーム）の番組と、不戦1勝のクジを引いた残り9チームによる第2回戦の取組を決めるだけで、勝ち残ったチームがどのチームと顔を合わせるかは次の抽選まで決まらないという方式をとった」と表記されている。 1958年（第40回）と1963年（第45回）は記念大会として1県1代表制を採り、出場校が増えたため、3回戦までの組み合わせを事前に決定した。 1978年（第60回）から1府県1校（北海道は南北、東京は東西の2校）がレギュラー化されてから2006年（第88回）までは後述のとおり、近隣都道府県・地域同士が初戦で対戦しないようにするための「東西対抗戦」方式を採った。 |
| 1995年（第77回）- 2012年（第94回）   | 抽選会で3回戦までの組み合わせを決定し、準々決勝と準決勝はその都度で決定する。試合前で勝敗が決まっていないチームの抽選に関しては一塁側のチームが抽選を行った。 |
| 2013年（第95回）- 2016年（第98回）   | 全試合抽選。抽選方法は以下のとおり。 1. 大会直前に行われる組み合わせ抽選会では、初戦（1・2回戦計24試合）の対戦だけを決める。先に2校選出の都道府県の2代表が抽選を行い（同県同士が初戦で当たらないため）、その後他のチームが抽選を行う。なお、抽選順は事前に行った予備抽選で決定する。 2. 大会開始後は試合ごとに勝利チームが抽選し、次戦の日程を決めていく。 3. 1回戦の勝者による2回戦の抽選は第1日の3チームは第7日、第2・3日の8チームは第8日、第4・5日の6チームは第9日の試合から引く。 4. 3回戦の抽選は、2回戦最終日の第9日の勝者だけは連戦にならないよう、第11日の試合から引く。他のチームは制約なし。 5. 準々決勝の抽選は、連戦による選手の健康被害を最小限にするため、3回戦の1日目に当たる第10日の勝者4チームは第1・2試合から、連戦となる第11日の勝者4チームは第3・4試合から引く（第11日については、結果的に連戦となる）。 6. 準決勝の抽選は制約なし（決勝戦でのベンチの位置もこの抽選で決まり、準決勝第1試合勝者が一塁側となる）。 |
| 2017年（第99回） - 2024年（第106回） | 事前抽選で3回戦まで決定する方式に戻す。 準々決勝の抽選方法は2013年（第95回）以降のものを継続。 2022年（第104回）以降、準々決勝の抽選は連戦による選手の健康被害を最小限にするため、3回戦と準々決勝との間に休養日を設け、3回戦の1日目に当たる第10日の勝者4チームは第1・2試合から、3回戦の2日目に当たる第11日の勝者4チームは第3・4試合から引く（第10日の勝者は中2日、第11日の勝者は中1日の間隔で準々決勝となる）。 |
| 2025年（第107回）                    | 抽選形式は前年までと大差はないが、全体の組合せ抽選が開幕予定日の2日前（8月3日）となることから、選手・応援団等学校関係者に配慮して8月1日に第1日の開幕試合のみオンライン抽選を実施。 また、3回戦の第11日第4試合の勝者は自動的に準々決勝第2試合に振り分けられることになった。 |

シード制は採用されていないため、初戦で強豪・注目校同士の対戦になることもある。
近隣高校同士の対戦回避については、当初は考慮されず、隣接県同士が初戦で対戦することも珍しくなかった。1977年（第59回）で、早稲田実（東東京）と桜美林（西東京）の東京勢同士が初戦で当たるなどしたため、1978年（第60回）以降1府県1代表制となるのをきっかけに導入された。
- 導入当初は、新潟・長野・富山・岐阜・三重より東を東ブロック、福井・滋賀・京都・奈良・和歌山より西を西ブロック（石川は1987年（第69回）まで東ブロック、1988年（第70回）から西ブロック）地区を境に東西対決方式で抽選する形が2006年（第88回）まで29年間続いた。

しかし、ブロック境界上の地域の代表は1992年（第74回）の星稜（石川）対長岡向陵（新潟）を皮切りに、5度初戦でつぶしあうなどしていたため、2006年（第88回）限りでこの方式は廃止された。
- 2007年（第89回）からは東西対決方式を廃止し、フリー抽選式に戻した。ただし、同一都道府県で2代表選出している場合は、代表同士が初戦で直接当たらないように配慮している。

49代表・48試合制で初戦の試合は、1 - 34番のくじを引いた学校は1回戦から、35 - 49番のくじを引いた学校は2回戦から試合を行う。

## 日程
2024年（第106回）の日程（49代表・48試合制）は、以下のとおりである。
| 日程   | 試合・他       | 試合・他         |
| ------ | -------------- | ---------------- |
| 初 日  | 開会式         | 開会式           |
| 初 日  | 第1試合        | 1回戦 （49→32）  |
| 初 日  | 第2試合        | 1回戦 （49→32）  |
| 初 日  | 第3試合        | 1回戦 （49→32）  |
| 2日目  | 第1試合        | 1回戦 （49→32）  |
| 2日目  | 第2試合        | 1回戦 （49→32）  |
| 2日目  | 第3試合        | 1回戦 （49→32）  |
| 3日目  | 第1試合        | 1回戦 （49→32）  |
| 3日目  | 第2試合        | 1回戦 （49→32）  |
| 3日目  | 第3試合        | 1回戦 （49→32）  |
| 4日目  | 第1試合        | 1回戦 （49→32）  |
| 4日目  | 第2試合        | 1回戦 （49→32）  |
| 4日目  | 第3試合        | 1回戦 （49→32）  |
| 4日目  | 第4試合        | 1回戦 （49→32）  |
| 5日目  | 第1試合        | 1回戦 （49→32）  |
| 5日目  | 第2試合        | 1回戦 （49→32）  |
| 5日目  | 第3試合        | 1回戦 （49→32）  |
| 5日目  | 第4試合        | 1回戦 （49→32）  |
| 6日目  | 第1試合        | 2回戦 （32→16）  |
| 6日目  | 第2試合        | 2回戦 （32→16）  |
| 6日目  | 第3試合        | 2回戦 （32→16）  |
| 6日目  | 第4試合        | 2回戦 （32→16）  |
| 7日目  | 第1試合        | 2回戦 （32→16）  |
| 7日目  | 第2試合        | 2回戦 （32→16）  |
| 7日目  | 第3試合        | 2回戦 （32→16）  |
| 7日目  | 第4試合        | 2回戦 （32→16）  |
| 8日目  | 第1試合        | 2回戦 （32→16）  |
| 8日目  | 第2試合        | 2回戦 （32→16）  |
| 8日目  | 第3試合        | 2回戦 （32→16）  |
| 8日目  | 第4試合        | 2回戦 （32→16）  |
| 9日目  | 第1試合        | 2回戦 （32→16）  |
| 9日目  | 第2試合        | 2回戦 （32→16）  |
| 9日目  | 第3試合        | 2回戦 （32→16）  |
| 9日目  | 第4試合        | 2回戦 （32→16）  |
| 10日目 | 第1試合        | 3回戦 （16→8）   |
| 10日目 | 第2試合        | 3回戦 （16→8）   |
| 10日目 | 第3試合        | 3回戦 （16→8）   |
| 10日目 | 第4試合        | 3回戦 （16→8）   |
| 11日目 | 第1試合        | 3回戦 （16→8）   |
| 11日目 | 第2試合        | 3回戦 （16→8）   |
| 11日目 | 第3試合        | 3回戦 （16→8）   |
| 11日目 | 第4試合        | 3回戦 （16→8）   |
| 12日目 | 休養日         | 休養日           |
| 13日目 | 第1試合        | 準々決勝 （8→4） |
| 13日目 | 第2試合        | 準々決勝 （8→4） |
| 13日目 | 第3試合        | 準々決勝 （8→4） |
| 13日目 | 第4試合        | 準々決勝 （8→4） |
| 14日目 | 休養日         | 休養日           |
| 15日目 | 第1試合        | 準決勝 （4→2）   |
| 15日目 | 第2試合        | 準決勝 （4→2）   |
| 16日目 | 休養日         | 休養日           |
| 最終日 | 決勝戦（2→1）  | 決勝戦（2→1）    |
| 最終日 | 表彰式・閉会式 |                  |

現在の全都道府県から代表が出場する以前は、おおむね8月10日前後からの10日間前後で開催された。全都道府県から選出された記念大会では、1958年（第40回）・1963年（第45回）は同じ日程であったが、1968年（第50回）・1973年（第55回）は14日間で開催された。
1978年（第60回）から各都道府県の代表が参戦するようになってからは、おおむね8月8日を起点とした14日間を基本として行われたが、後に選手の連戦による健康被害軽減に配慮して休養日が設けられたため、1 - 2日程度前倒しで行われるようになっている。なお、出場枠が55（56）校に拡大される記念大会は2日間延長される。
準々決勝については、2003年（第85回）までは1日4試合一括で開催したが、2004年（第86回）から2012年（第94回）までは選手の健康管理を考え、1日2試合ずつの2日間開催で行われた（会期を1日延期）。
しかし、準々決勝が2日目のチームは決勝戦まで3連戦となり不公平感が生じるため、全チームが平等となるように2013年（第95回）からは、1日4試合一括開催に戻した。また、準々決勝と準決勝との間に休養日を1日挟み、選手の連戦による健康被害軽減に配慮した（会期は変わらず15日間。以後の表記は休養日込み）。
2019年（第101回）から準決勝と決勝戦との間に休養日が1日追加され（会期は16日に延長）、2022年（第104回）からは、3回戦と準々決勝との間に休養日が1日追加された（会期は17日に延長）。
2024年（第106回）から暑さ対策のため、3日目までを午前の部と夕方の部の2部制（3試合日）とし、4日目から準々決勝までを全て4試合日とした。従来どおり49代表が参加。4試合日が2部制でないのは第4試合の終了時刻が夜遅くなることが見込まれるためである。
なお、夏季オリンピック開催年は、開催期間の重複を可能な限り避けるための日程調整が実施されることがある。
1992年（第74回）と2021年（第103回）は繰り下げて8月10日、2008年（第90回）は逆に繰り上げて8月2日（史上最速）にそれぞれ開幕した。
日本の電力消費は全国高等学校野球選手権大会をピークになっており、電力供給もそれに合わせて調整を行っているという通説がある。電力需給の観点から、電力行政を管轄する通商産業省（現・経済産業省）が開催時期をずらすことについて検討をしたことがある。

### 試合の進行

#### 審判員
審判員は球審、3人の塁審、予備審判2人と控え審判員1人の計7人。ただし、ナイター下では2人の予備審判員が外審/線審として試合に加わる。

#### 打順
DH制（指名打者）は2026年選抜高等学校野球大会から採用となる。臨時代走を使用できる。

#### 第1試合の基本的な開始時刻
- 4試合日：8時[注 11]
- 3試合日：8時[注 12]（開幕日は、開会式の影響で10時[注 13]）
- 2試合日（主として準決勝）：8時[注 14]
- 1試合日（主として決勝戦）：10時[注 15]

2011年（第93回）と2012年（第94回）は東日本大震災に伴う節電対策のため、試合開始が一部の日程で繰り上げられる処置が取られた。
2013年（第95回）から2018年（第100回）までは4試合日は8時開始を維持し、2・3試合日は2010年（第92回）以前と同じ時間帯に戻したが、2019年（第101回）から暑さ対策のため、2011年（第93回）・2012年（第94回）と同じく、3・4試合日は開幕日を除き8時開始（開幕日・準決勝・決勝戦は従来どおり）に統一された。
また、2016年（第98回）から準決勝の第1試合開始が11時→10時に繰り上げられ、決勝戦の試合開始が13時→14時に繰り下げられ、2021年（第103回）から準決勝の第1試合開始が10時→9時に繰り上げられた。
2023年（第105回）から後述のクーリングタイムの常設に伴い、2試合以上開催する場合「試合時間は2時間5分、その後のグラウンド整備と次の試合の練習に30分」と想定され、新聞社の発表では4試合日の場合「（1）8時、（2）10時35分、（3）13時10分、（4）15時45分」とされているがあくまでも目安であり、原則的には前の試合終了から30分後に次の試合を行う（早く終了した場合は、最大15分繰り上げられることもある）。
2024年（第106回）から暑さ対策のため、3日目まで午前の部と夕方の部の2部制を初めて導入し、開会式が8時30分に繰り上げられた。また、開幕日と決勝戦を除く第1試合開始が8時に統一された（開幕日の第1試合と決勝戦は10時開始）。決勝戦を午前中に実施するのは、2011年（第93回）、2012年（第94回）に次ぎ12年ぶり3度目である。

#### 延長戦・再試合
試合は9回で同点の場合は延長戦を行う。1958年（第40回）から1999年（第81回）は「延長18回」、2000年（第82回）から2017年（第99回）は「延長15回」までに勝敗が決定しなかった場合は引き分けで試合打ち切り。後日再試合が行われた（なお、降雨などにより同点のまま試合打ち切り。後日再試合が行われた例もある。詳しくは「延長引き分け再試合規定」を参照）。
2018年（第100回）から延長戦におけるタイブレーク方式を導入。延長10回以降、試合が決着するまで行われる。そのため、1957年（第39回）以来61年ぶりに延長イニング数が無制限となった。
なお、地方大会（決勝戦を除く）で採用されている点差によるコールドゲームは、全国大会では認められていない。
2021年（第103回）までは降雨など止むを得ない事情で試合を中断・打ち切る場合は、試合が7回以降に入った場合は成立（コールドゲーム）とした。7回以前の場合は未成立（ノーゲーム）となり、翌日以降に再試合が行われた。ただし決勝戦は、地方大会・全国大会とも試合が9回終了とならない場合はノーゲームとなった。
2022年（第104回）からは降雨などで試合が中断された場合は、翌日以降に中断された場面から再開し、9回完了あるいは勝敗が決定するまで行うサスペンデッドゲーム（以下＝継続試合）を採用。これにより、全国大会ではコールドゲームやノーゲームが無くなった。
なお、地方大会の継続試合については、上述のとおり各地方の高野連が判断していたが（2022年は35地方大会、2023年は宮城大会を除く48地方大会で適用）、2024年（第106回）からは全地方大会に導入され、地方大会でもコールドゲームやノーゲームが無くなった。

### クーリング（給水）タイム
2018年（第100回）において、大会本部の判断により、暑さ対策のための休憩時間である「クーリングブレイク（給水タイム）」を設けることが認められ、実際、折尾愛真対日大三の7回裏終了後に10分間の休憩が行われた。
2023年（第105回）から5回裏終了後に原則として「給水タイム」が行われることになった。選手らは一度10分間、ベンチ裏の特設クーリングスペース（スポットクーラーやサーキュレーターといった冷房器具完備）に入り、アイシングマッサージやスポーツドリンクの飲用などでクールダウンをする。ただし、当日の気候によっては省略する場合もある。
2024年（第106回）からは、試合開始が16時以降となった場合は行われない。給水タイム中のセカンドアップは終了3分前に、6回表から新たに登板する投手については終了5分前からOKとなる。
なお、地方大会では必ずしも5回裏終了後とは限らず、大阪府や福岡県のように、3回・7回にも「給水タイム」を設けるものがあった。

### 暑さ対策としての2部制
2022年（第104回）の大会終了後、日中の気温の高い時間帯を控え、午前中と夕方の薄暮の時間帯に分ける2部制が検討されていたが、2023年（第105回）は応援団などの客の入れ替え時間の確保が難しいという理由で見送られた。
2024年（第106回）から、第3日まで午前の部と夕方の部の2部制を初めて導入することになった。
第1日は上述のとおり午前の部として8時30分から開会式、10時から第1試合を行い、夕方の部として16時から第2試合と第3試合をそれぞれ行う。第2日・第3日は午前の部として8時から第1試合と第2試合を行い、夕方の部として17時から第3試合をそれぞれ行う。
なお、第1日の第1試合が13時30分、第2日・第3日の第2試合が14時30分以降も続いた場合は原則として継続試合となる。第1日は第1試合、第2日・第3日は第2試合終了後に観客の入れ替えを行う。
チケットは午前の部、夕方の部でそれぞれ別々となり、入場料は同額となる。多いときで4万人を超える観客入れ替えによる雑踏事故を防ぐため、午前と夕方の間隔を2時間半以上確保した上で、最終試合の終了が夜遅くならないように3試合日のみ行う。なお、悪天候で3試合日が8月10日以降にずれ込んだ場合は2部制は実施しない。
各日の第1試合に出場する選手には、試合前に補食を提供する。早朝の起床で朝食を十分に取れなかった選手が低栄養になって熱中症になるのを防ぐため、医事専門家の提言を受けて実施する。
松井秀喜は、スポーツ報知の寄稿に「地方大会の多くは7月に開幕するが、これを6月から始めるとかできないか」「夏の大会を前半と後半の会期の2部制にすれば体力の負担も軽減されるのではないか。阪神タイガースも一度甲子園に帰ってこられるので死のロードの負担もなくなる。夏休みいっぱいを使って甲子園大会をやってもいいのではないか」とする私見を述べている。

## 始球式

第92回での始球式。朝日新聞社ヘリから、朝日新聞社の社旗（西日本版）付きのボールが投下される（2010年8月7日）

朝日新聞社航空部によって、会場の上空を飛ぶ同社保有のヘリコプターから、開幕試合の始球式で使用するボールが投下される。始球式のボール投下は祝賀飛行と称され、鳴尾球場時代の1923年（第9回）から行われている。当初は飛行機が使用されていていたが、1956年（第38回）からヘリコプターが使用されるようになった。
投下されるボールには朝日新聞社の社旗（西日本版）が取り付けられている。朝日新聞社の社旗には西日本版と東日本版の2種類あるが、大阪朝日新聞社の主催で始まった大会であり、大会会場所在地も朝日新聞大阪本社の管轄区域となるため、西日本版の社旗が使用される。
西日本版の社旗は竿元（旗竿に結ぶ側）が右側となる珍しい旗で、開催期間中はスコアボードにも掲揚されているが、日中は基本的にライトからレフト方向へ浜風が吹いているため、旗が裏返らずに済むという利点もある。

## 開閉会式

### 司会
1996年（第78回）までは主催者の職員が司会を担当していたが、1997年（第79回）からは兵庫県内の高校の放送部員（おおむね、NHK杯全国高校放送コンテスト兵庫県大会のアナウンス部門・朗読部門で入賞した生徒）が4人（開会式・閉会式に各2名ずつ）が担当するようになった。

### 開会式
開式の前に関西吹奏楽連盟と関西合唱連盟がライトスタンドと一塁側アルプスの間に設けられたゲートから入場。
1. 開式の辞
開式の言葉ののちファンファーレが鳴り響く。
2. 選手入場
ライトスタンドと一塁側アルプスの間に設けられたゲート[注 24]から入場。曲は「大会行進曲」（作曲・山田耕筰）。春の選抜高校野球と違い、流行歌による入場行進曲の設定はない[43]。
先導者、国旗、大会旗（記念大会[注 25]は歴代優勝校旗）に続いて、前年度優勝校（連続出場時は出場選手全員、地方大会敗退時は主将のみ）が優勝旗を持って入場し[注 26]、大会回数の下1桁が奇数の回は北から南、偶数の回は南から北の順に各代表校が続く。
主将を先頭に3列で入場し、レフト寄りから前年度優勝校、続いて入場した学校はセンター、3校目は2校目に入場した学校の手前、4校目は2校目に入場した学校の奥と交互に外野側に整列。最後に入場した学校が揃うとともに選手は一斉にバックネット方向へ前進する。選手は白色の運動靴で入場する。
高野連による代表校順（都道府県高野連順）と北から南の選手入場順は異なる（高野連による代表校順の逆と南から北の選手入場順も異なる）。
加えて、前年度優勝校連続出場時は当該チームが先頭となり、2024年（第106回）からは、開幕試合に登場する2チームは最後に入場することとなった（グラウンドでの長期滞在の熱中症防止及び最初に退場できるため）。
高野連による代表校順（…山梨、千葉、東東京、西東京、神奈川、長野、新潟、…奈良、和歌山、大阪、兵庫、…鳥取、広島…、愛媛、徳島…）
北から南の選手入場順（…千葉、東東京、西東京、神奈川、山梨、新潟、長野、…大阪、兵庫、奈良、和歌山、…広島、鳥取、…徳島、愛媛…）
1949年（第31回）から西宮市立西宮高等学校の生徒[注 27]が国旗、大会旗（記念大会は歴代優勝校旗）、代表校のプラカード[注 28]を持っている。なお、春の選抜高校野球では各校の生徒がプラカードを持っており、夏の選手権大会と異なる[43]。
3. 国旗・大会旗掲揚
選手・役員は脱帽のうえ、掲揚台側を向く。
なお、東日本大震災後に行われた2011年（第93回）では黙祷が行われた（そのときの黙祷は、サイレンはなし）。
2007年（第89回）までは出場校の主将（末期には出場校の記録員）がスコアボードに登り、掲揚を行っていたがスコアボードの改修工事に伴い廃止された。
4. 大会会長の開会のあいさつ
朝日新聞社社長によるあいさつ。
5. 優勝旗返還
優勝旗が前年度優勝校の主将から大会会長の朝日新聞社社長に返還され、代わりに記念旗（レプリカ）が授与される。なお優勝旗は大会期間中、甲子園歴史館で準決勝日まで展示される。
6. 御祝の言葉
文部科学大臣による。出席できない場合は、文部科学副大臣ないし文部科学政務官が代理を務める。
7. 励ましの言葉
日本高等学校野球連盟会長による。
8. 選手宣誓
大会前の組み合わせ抽選時、立候補した主将によるくじ引きで決定する。大会開始から100年となった2015年（第97回）では抽選を行わず、主催者により第1回大会優勝校である京都二中の後継である鳥羽が指名された。
9. 大会歌吹奏・選手退場
選手たちは三塁側から4列ずつ大会歌吹奏に合わせて退場する。春の選抜高校野球とは違い、駆け足では退場しない。
10. 閉会の辞
開会式の司会を務めた高校生が自己紹介する。関西吹奏楽連盟と関西合唱連盟は三塁側アルプスから退場する。選手同様、春の選抜高校野球とは違い、駆け足では退場しない。

なお、2000年（第82回）の開会式から、ライト側で西宮をPRする会による人文字を行っていたが、同会が会員の高齢化などにより活動を終了したため、2018年（第100回）が最後となった。

### 閉会式
表彰式に先立ち、共同公開インタビューとして、NHKアナウンサーの司会により優勝監督へ、朝日放送テレビアナウンサーの司会により優勝校の殊勲選手若干名にそれぞれインタビューを行う。
閉会式の準備ができるまでの間、ベンチ周辺でインタビューが行われ、閉会式の準備が終わり次第、閉会式が始まる。
1. 開式の辞
開会式とは別の高校生（放送部員）が閉会式開幕のあいさつを行う。
2. 選手入場・整列
校名プラカードは開会式で優勝校・準優勝校を担当した西宮市立西宮高等学校2年生の女子生徒が持っている。選手はスパイクシューズのまま入場する。
3. 審判委員長講評
日本高等学校野球連盟会長による。
4. 優勝旗・優勝盾授与
大会会長の朝日新聞社社長から優勝校の主将に優勝旗、副主将に優勝盾が授与される。
5. 準優勝盾授与
大会会長の朝日新聞社社長から主将に授与される。
6. 優勝メダル授与・準優勝メダル授与
大会会長の朝日新聞社社長から授与される。
7. 大会会長の閉会のあいさつ
朝日新聞社社長による。
8. 大会旗・国旗降納
選手・役員は脱帽のうえ、掲揚台側を向く。
2007年（第89回）までは決勝戦出場校の選手がスコアボードに登り、降納を行っていたがスコアボードの改修工事に伴い廃止された。
9. 優勝校・準優勝校選手場内一周（大会歌吹奏）
内野側から反時計回りに一周する。NHKの放送は途中で番組が終了する（早い時間に試合が終了し、放送時間が余ったときは一周し終わり、最大で蛍の光演奏後まで放送する年もある）。
10. 閉会の辞
閉式の言葉と共に司会を務めた高校生が自己紹介する。
11. ファンファーレ
演奏者（関西吹奏楽連盟の一部メンバー）がバックスクリーン整列し、開会式と同じファンファーレを演奏。
オーロラビジョンにはこのタイミングで「ありがとうございました さようなら」というメッセージが表示される。
12. 蛍の光合唱・演奏
蛍の光合唱・演奏後、関西吹奏楽連盟と関西合唱連盟は三塁側アルプスから退場する。球場内にはオルゴールの「栄冠は君に輝く」が流れる。閉会式後は写真撮影やインタビューが行われる。

### 開閉会式の特記
開会式・閉会式の国旗・大会旗の掲揚・降納は、2000年（第82回）までは、開会式は出場校の主将（のちに記録員）が、閉会式は決勝戦を戦った選手全員がバックスクリーンの回転広告板の上（三菱電機の広告看板前）に集まって行っていたが、2001年（第83回）以後は、選手衆はバックスクリーンに移動することなく、所定位置からバックスクリーン方向の掲揚台を向いて見守る形になっている。

## 夏の大会における甲子園の土
3年生部員にとってこの大会の決勝戦以外で負けると高校野球生活が終わるという意味をこめて「夏が終わる」と表現され、大会途中で敗退したチームが試合終了直後に甲子園の土を拾い集める光景はよく報道でも取り上げられている。
なお、優勝校・準優勝校は試合終了直後に土を拾い集められず、また閉会式の途中で中継が終了するため、準決勝までに敗退したチームのみが行うものと誤解されているようであるが、実際には優勝校・準優勝校も閉会式や記念写真撮影、インタビュー終了後、グラウンドから去る寸前に土を拾っている。また1、2年生の中にはもう1度戻ってくるという意味を込めて持ち帰らない者もいる。

## 使用球
2001年（第83回）にアルプス席のブラスバンド部員にファウルボールが当たり、負傷したことから、2002年（第84回）からは打球に注目してもらうため、従来は係員が回収していたファウルボールを選抜も含め、観客にプレゼントするようになった（ただし、ホームランボールは打った選手への記念として渡すために回収される）。

## 育成功労賞・野球殿堂特別表彰授賞式
毎年8月15日の第2試合開始前に育成功労賞の授賞式がある。また野球殿堂の特別表彰授賞式を行うことがある。なお、当日の試合が中止となった場合、育成功労賞は8月15日に大阪市内で授賞式が行われ、野球殿堂の授賞式は翌日以降の第2試合開始前に授賞式がある。

## 大会期間中の黙祷

### 8月15日の黙祷
8月15日は終戦の日であるため、正午前にプレーを中断し、正午に選手、審判員、観客一同で30秒間の黙祷を行う（サイレン鳴響も行う）。この黙祷は1963年（第45回）から行われている。なお、正午が試合間の入れ替えと重なった場合は、次の試合開始前（両チームあいさつの前）に行うことがある。また、当日の試合が中止となった場合は黙祷は行われない。
第92回選抜高等学校野球大会の中止に伴う救済として行われた2020年甲子園高校野球交流試合でも8月15日に試合が行われたため、黙祷が行われた。

### ほかの日程における個別での黙祷
広島県・長崎県代表は、それぞれの原子爆弾投下の日時で独自に黙祷を行うことがある。一例として2016年（第98回）の大会3日目第2試合、山梨学院と長崎商の対戦で、試合時間が長崎に原爆が投下された8月9日の11時2分を挟むことから、試合中（応援団は1回表終了後、選手は1回裏終了後）に黙祷を行った例がある。
ただし高校独自で行われるものであり、試合進行が止められることはない。

## 甲子園練習
大会の本番前に、出場校の選手らは「甲子園練習」と称して、実際に試合で着用するユニフォームを着てグラウンド（または屋内練習所）でグラウンドの感触を確かめるための事前練習会があった。
しかし、新型コロナウイルスの影響で、甲子園練習は取りやめられたが、2023年から「甲子園見学会」として、選手がユニフォーム、または制服姿でグラウンドの感触を確認する下見の機会が設けられた。

## 大会歌
これまでに大会歌として新旧2曲、行進曲（正式には「行進歌」）として1曲が作成されている。行進曲は前年のヒット曲などから選定される春の選抜とは異なり、1935年（第21回）から固定の楽曲を使用している。
また、選抜の大会歌は現行の「今ありて」まで歴代3曲とも歌詞に「甲子園」を含むのに対し、夏は新旧2代の大会歌・行進曲（行進歌）とも歌詞に「甲子園」が含まれていない。

### 現行の楽曲
栄冠は君に輝く
作詞：加賀大介、作曲：古関裕而
戦後の学制改革を受けて1948年（第30回）から大会名が「全国高等学校野球選手権大会」へ改称されたことに伴い、2代目の大会歌として制定された。
応募総数は5252篇で入選者は石川県の「加賀道子」名義であったが、後に実作者である中村義雄（後に「加賀大介」へ改名）が当時婚約していた夫人（旧姓：高橋）の名前を借りて応募していたことを名乗り出たため、作詞者の名義が変更された。
最初のレコード吹き込みは伊藤久男とコロムビア男声合唱団で、1949年に日本コロムビアから発売された。2021年（第103回）の開会式では、前年に放送された連続テレビ小説『エール』に出演した山崎育三郎がアカペラで独唱した。
これは、同年に開催される予定であった第102回大会が新型コロナウイルス感染症の影響で、中止になったことにより1年後に実現したものである。
全国中等学校優勝野球大会行進歌（全国中等学校優勝野球大会行進曲）
作詞：富田砕花、作曲：山田耕筰
1935年（第21回）の開会式で初演奏が行われ、戦後も変わらず「（全国中等学校優勝野球）大会行進曲」の別称で行進曲として使用され続けている。
作詞は新旧2代の大会歌のような懸賞公募ではなく、朝日新聞社が詩人の富田砕花に依頼したものであるが、甲子園の本大会では歌唱されたことが無いため、一般には山田耕筰が作曲したインストゥルメンタルのみが知られている。発表時には内本実の歌唱で日本コロムビアがレコードを製造した。

### 過去の楽曲
全国中等学校優勝野球大会の歌
作詞：福武周夫、作曲：信時潔
1926年（第12回）開催時に制定。最初の吹き込みはポリドールが製造した陸軍戸山学校合唱団によるもので、これとは別にコロムビアも演歌師の鳥取春陽が歌唱するカバーを作成している。9年後の「行進歌」制定後も大会歌として併用されて来たが、文語体で大時代的な歌詞もあり1947年（第29回）を最後に現行の「栄冠は君に輝く」へ代替わりした。
選抜高等学校野球大会の大会歌は「全国選抜中等学校野球大会の歌」で、夏の旧大会歌と同じ陸軍戸山学校の創唱でポリドールがレコードを製造していたが、合間に手拍子が挿入されるなど歌詞や曲調はまったく異なっていた。

## 問題点

### 学校の財政的負担
大会参加時の各校野球部の遠征・用具・応援団のバス代などは、近畿圏の学校でない限り数千万円にのぼるという試算がある。夏の甲子園で2試合を戦った徳島県の県立高校では、出費が約4000万円かかったと報じられている。
近年はサッカーやバスケットボールなど高校スポーツの大会でも冠スポンサーが付いたり（SoftBankウィンターカップなど）、チームが独自に練習用ユニホームに地元企業の広告を募って資金を集めるケース（サッカーの青森山田高校、市立船橋高校など）もあるが、日本学生野球憲章は「教育の一環」である野球の商業的利用を禁じている。日本では「スポーツでお金を稼ぐ」ことへのネガティブな意識が社会にあり、その意識の醸成に高校野球は大きく影響していると指摘されている。

### 吹奏楽部などほかの学校活動への影響
高校の野球部が全国高等学校野球選手権大会に出場すると、通常は同校の吹奏楽部・チアリーディング部およびチアダンス部（バトン部がチアリーディングおよびチアダンスを兼任していることも多く、その場合はバトン部が参加。学校によってはバトントワリング部とも称す）が応援に参加する（両方を複合させたバトンチアの場合もある）。
一方、出場校の吹奏楽部が試合当日にコンクールなどで応援に参加できないことがあるほか、学校によっては吹奏楽部自体が存在しない場合もあり、他校の吹奏楽部や卒業生、その他の有志が「友情応援」という形で参加する姿が時に見受けられる。
特に沖縄県の場合、移動の際の交通費や楽器の輸送費が大きく嵩むことから多数で応援に駆けつけることが容易ではないため、例年尼崎市立尼崎高等学校吹奏楽部が沖縄県代表校応援団に加わり「ハイサイおじさん」などを演奏するのが恒例となっている。

### 観客の問題行為
学校活動で参加するチアリーダーなどの女性を狙った撮影を目的として、会場に入場する男性の者がおり、野球観戦とは異なる目的での入場として書類送検されるトラブルが起きている。

## 海外遠征
かつては大会終了後、基本的に上位進出校の3年生選手を集め、国際親善を主目的とした海外遠征チームが組まれていた。
行き先はおもにアメリカ（韓国、ブラジルへの遠征実績もあり）で、2006年以降（2008年を除く）はアーバンユース・アカデミー（カリフォルニア州コンプトンにあるMLBの野球振興・選手育成機関）との対戦が組まれていた。
選手およびコーチングスタッフは、帽子マークは「J」、胸文字は「JAPAN」、袖に日章旗という、数十年間変わっていない簡素なデザインのユニフォーム（白およびグレー地）を着用することが多いが、過去には試合により各校のユニフォームの袖に国旗を縫いつけたものも併用したことがある。
また、背番号は1（優勝投手）から投手→捕手→内野手→外野手の順に振り分けられる（つまり投手は背番号がほぼ1桁、野手は背番号が必ず10番台となる）。
1998年以降はBFA U-18アジア選手権大会開催年は海外遠征の代わりに原則としてそちらに出場、2012年以降はWBSC U-18ワールドカップの日程が変更されたため、同大会にも出場するようになった（その場合、選手権不出場校の選手や2年生以下の選手が選ばれることがある）。これに伴い、親善目的のチームは2010年を最後に結成されていない。
国際大会出場の場合、2011年アジア選手権・2012年世界選手権は社会人他アマ代表と同一の、2013年世界選手権以降はプロ・社会人・学生各年代・女子を含めてデザインを統一した『侍ジャパン』のユニフォームを着用している。

## 歴史

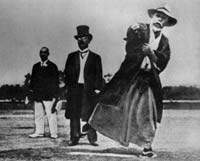
第1回大会、村山龍平朝日新聞社長による始球式

- 1915年（第1回）：全国中等学校優勝野球大会として豊中グラウンドで開催。
- 1916年（第2回）：敗者復活制度を施行（翌年まで）。
- 1917年（第3回）：会場を鳴尾球場に変更。
- 1918年（第4回）：出場校は出揃ったものの米騒動の影響で中止。
- 1920年（第6回）：雨天のため、開会式を1日延期（史上初）[62]。
- 1922年（第8回）：和歌山中が史上初の2連覇を達成。
- 1924年（第10回）：会場を阪神甲子園球場に変更。
- 1925年（第11回）：香川県の高松商が本州以外の学校としては初の優勝を達成。深紅の大優勝旗が初めて四国に渡った。また、高松商は春と夏、両大会の優勝経験のある初めての学校となった。
- 1927年（第13回）：ラジオ中継開始[63]。不適切な言葉が飛び出した瞬間に放送を中断する検閲担当の係官が同席して放送が行われた[64]。
- 1929年（第15回）：開会式で初めて選手宣誓が行われた。当時は紙に書かれた宣誓文を読み上げるスタイル[65]。
- 1930年（第16回）：広島商が史上2校目の2連覇を達成。
- 1932年（第18回）：愛知県の中京商が史上3校目の2連覇を達成。
- 1933年（第19回）：準決勝の中京商対明石中戦が延長25回で決着（中京商が勝利）。中京商が史上唯一の3連覇を達成。
- 1939年（第25回）：和歌山県の海草中が嶋清一における準決勝、決勝戦の連続ノーヒットノーラン達成で優勝。
- 1940年（第26回）：全日本中等学校体育競技総力大会の一部門として開催。海草中が史上4校目の2連覇を達成。
- 1941年（第27回）：日中戦争の影響で地方大会の途中で中止（1945年まで。なお、1942年は文部省主催の全国中等学校野球大会が開催されたが、文部省の意向により全国高等学校野球選手権大会とは独立した大会とされ、通算記録にも数えられていない）。
- 1946年（第28回）：全国中等学校野球連盟結成。阪急西宮球場で大会を再開。ポール・ラッシュ博士が復活開催に尽力。同大会以降、師範学校の地方大会参加が事実上なくなった。また、敗戦による外地喪失のため外地の地方大会が消滅。さらに、アメリカ施政下にある沖縄も地方大会に参加していない。
- 1947年（第29回）：会場が再び甲子園になった。福岡県の小倉中が九州勢として初優勝を達成。真紅の大優勝旗が初めて九州に渡った。
- 1948年（第30回[注 36]）：学制改革により全国高等学校野球選手権大会に名称を変更。小倉が史上5校目の2連覇を達成。
- 1949年（第31回：球場外野後方の左翼・右翼にラッキーゾーンが設けられた[66]。
- 1952年（第34回）：当時アメリカ施政下にあった沖縄県が、東九州大会に参加するようになった。
- 1953年（第35回）：テレビ中継開始。
- 1954年（第36回）：宮崎県の高鍋が出場し、当時アメリカ施政下にあった沖縄県以外の空白県が消滅。
- 1956年（第38回）：初のナイター試合（伊那北対静岡）。
- 1957年（第39回）：勝利校の校歌演奏と校旗掲揚が開始。
- 1958年（第40回）：初の記念大会として、沖縄県を含む全国各都道府県の代表47校で開催。沖縄県は初めての本大会出場。沖縄は当時アメリカ施政下にあったため、沖縄県代表は琉球列島米国民政府発行の渡航証明書（パスポートに相当）を各自所持して参加。阪急西宮球場と2会場に分かれて開催。また、準々決勝の徳島商対魚津戦が春夏を通じて初の規定による延長18回引き分け再試合となった。
- 1959年（第41回）：北海道代表校が南北2代表に分割。
- 1960年（第42回）：打者用ヘルメットの着用が義務化。また、台風12号の接近に伴い[67]、開会式を1日延期（40年ぶり。史上2度目）[62]。
- 1962年（第44回）：栃木県の作新学院が史上初の春夏連覇を達成。
- 1963年（第45回）：45回記念大会として、全国各都道府県（北海道は2代表。アメリカ施政下の沖縄を含む）の代表48校で開催。阪急西宮球場と2会場に分かれて開催。
- 1964年（第46回）：同大会以降の全試合を甲子園で開催。
- 1965年（第47回）：走者に対してもヘルメットの着用が義務化。
- 1966年（第48回）：中京商が史上2校目の春夏連覇を達成。
- 1968年（第50回）：50回記念大会として、全国各都道府県（北海道は2代表。アメリカ施政下の沖縄を含む）の代表48校で開催。
- 1969年（第51回）：松山商対三沢戦が、春夏を通じて史上初（延長18回引き分け再試合制としては唯一）の決勝戦引き分け再試合。翌日の再試合は松山商が勝利し優勝。
- 1970年（第52回）：決勝戦進出校の全選手（優勝旗、優勝楯、準優勝楯を持っている選手は除く）による国旗・大会旗の降納が始まり、2000年（第82回）まで31年間行われた。
- 1972年（第54回）：耳つきヘルメットの着用が義務化。同大会は、開幕日は開会式のみ行い、試合そのものは翌日に順延[68][注 37]。また、甲子園では春夏を通じて初の同名校対決が実現（三重・海星と長崎・海星）。
- 1973年（第55回）：55回記念大会として、全国各都道府県（北海道は2代表。沖縄県は前年に返還）の代表48校で開催。
- 1974年（第56回）：金属バットを採用。東京都代表校が東西2代表に分割。
- 1978年（第60回）：60回記念大会として、全国各都道府県（北海道、東京は2代表）代表の49校で開催。また、2006年（第88回）までの29年間、初戦が東西対決となった。
- 1979年（第61回）：正式に49代表制で開催。和歌山県の箕島が史上3校目、公立高校としては初の春夏連覇を達成。また、滋賀県代表の比叡山の勝利を最後に未勝利県が消滅。
- 1987年（第69回）：大阪府のPL学園が史上4校目の春夏連覇を達成。
- 1989年（第71回）：春夏を通じて2度目の同名校対決が実現（奇しくも17年前と同じく三重・海星と長崎・海星）。
- 1991年（第73回）：球場外野後方の左翼・右翼に設けられたラッキーゾーンが、この大会を最後に撤去[66]。
- 1992年（第74回）：高知県の明徳義塾が、石川県の星稜・松井秀喜に対して5打席連続敬遠を行い、物議を醸した。
- 1995年（第77回）：両耳の打者ヘルメットの着用が義務化。組み合わせ抽選方法を3回戦まで対戦相手が分かる方式に変更（準々決勝と準決勝は再度組み合わせ抽選）。
- 1996年（第78回）：松山商が熊本工との決勝戦延長10回裏、奇跡のバックホームでサヨナラ負けを阻止。延長11回を制して、春夏を通じ「大正」「昭和」「平成」の3元号連続の優勝を達成。
- 1997年（第79回）：開会式および閉会式の司会進行役が、選出された男女計2名の現役高校生になった。また、男子高校生による入場行進の先導が初めて行われた。
- 1998年（第80回）：80回記念大会として埼玉、千葉、神奈川、愛知、大阪、兵庫の各地区を2分割し、55代表校で実施。神奈川県の横浜が史上5校目の春夏連覇を達成。松坂大輔が59年ぶりとなる決勝戦でのノーヒットノーランを達成。
- 2000年（第82回）：延長戦の規定が「15回引き分け再試合」に変更[70]。智弁和歌山が高校野球史上唯一の3桁安打を記録して優勝。
- 2004年（第86回）：準々決勝を選手の健康負担を理由に「1日2試合ずつ、2日間」で開催[注 7]。南北海道の駒大苫小牧が北海道勢として初優勝。北海道に初めて深紅の大優勝旗が渡った。
- 2005年（第87回）：高知県の明徳義塾が開幕前に発覚した不祥事を理由に出場辞退[71]。高知が急遽代替出場[72]。駒大苫小牧が史上6校目の2連覇を達成。
- 2006年（第88回）：駒大苫小牧対早稲田実の試合が春夏を通じて史上2度目（延長15回引き分け再試合制としては唯一）の決勝戦引き分け再試合。翌日の再試合は早稲田実が勝利し優勝。また、山形県の日大山形がベスト8入りし、47都道府県の代表校が全てベスト8以上を達成。
- 2007年（第89回）：1978年（第60回）から定着していた抽選方法が、東西対決方式から30年ぶりに全地区フリー抽選の形式に戻された。また、選抜高等学校野球大会同様にダートサークルが追加。佐賀北が公立高校として11年ぶりの優勝。
- 2008年（第90回）：90回記念大会として1998年（第80回）と同様に埼玉、千葉、神奈川、愛知、大阪、兵庫の各地区を2分割し、当時史上最多タイの55代表校で実施。同年開催の北京オリンピックの期間と重なったため、開会日が史上最速の8月2日となった。スケジュールの都合上抽選会は省略され、地方代表決定戦終了後に組み合わせ抽選が行われた。
- 2009年（第91回）：ベースコーチにヘルメットの着用が義務化。本大会開催時、関西を中心に新型インフルエンザが流行しており、選手、応援団の中にも感染者が続出した。
- 2010年（第92回）：センバツを主催する毎日新聞社が後援スポンサーとなる（甲子園の全国大会のみ。なお、同年からのセンバツ大会には朝日新聞社が後援スポンサーについた）。興南が沖縄県勢として初優勝。深紅の大優勝旗が初めて沖縄に渡った。合わせて、史上6校目の春夏連覇も達成。
- 2011年（第93回）：東日本大震災に伴う電力不足の影響で、試合開始時刻などが見直された（#第1試合の基本的な開始時刻を参照）。
- 2012年（第94回）：前年に続き、電力事情を勘案して2年連続で試合開始時刻などが見直された。また、大会史上初めて決勝戦の組み合わせが春夏連続で同じ対戦カードとなり、大阪府の大阪桐蔭が青森県の光星学院を下し、史上7校目の春夏連覇を達成。
- 2013年（第95回）：準々決勝を10年ぶりに「1日4試合開催」に戻し、準々決勝と準決勝との間に休養日を1日設けた。抽選方法が全試合抽選に変更された（ただし、1994年までとは違う方式）。
- 2014年（第96回）：台風11号の接近に伴い[73]、開会式を2日延期（史上初）。開会式の延期は1920年（第6回）、1960年（第42回）に次ぎ54年ぶり3度目[62][注 38]。また、北陸勢が全て3回戦に進出し、北信越および東北勢が共に4校ずつ16強入り（いずれも史上初）。
- 2015年（第97回）：本大会開催100周年を記念して、初めて大会のシンボルマークが佐藤卓のデザインにより制定。また、第1回大会出場校のユニフォームを再現し、入場行進。始球式は早稲田実OBでプロ野球・読売ジャイアンツで活躍し、福岡ダイエーホークス・ソフトバンクホークスの監督・会長を務める王貞治が務めた。プロ野球OBが高校野球の始球式を務めたのは、春夏を通じて史上初。
- 2017年（第99回）：抽選方法が2012年（第94回）までとほぼ同様の形式に戻された。また、台風5号の接近の恐れがあるため[75]、開会式を1日延期（3年ぶり。史上4度目）[76]。
- 2018年（第100回）：中央特別自由席（バックネット裏）を全て指定席化、外野席を有料化し[77]、前売り販売を開始。また、2日目第4試合の旭川大対佐久長聖戦で、春夏を通じて初めてタイブレークが適用された（当時は延長13回から）[78]。このほか、入場者数が前年までの最多であった1990年（第72回）の92万9000人を超える101万5000人となり、初めて100万人を超えた。この年は前々年度の地方大会参加校数が多かった上位7府県（埼玉、千葉、神奈川、愛知、大阪、兵庫、福岡）を2分割して史上最多となる56代表校で実施。大阪桐蔭が史上初の2度目の春夏連覇を達成（延べ8校目）。
- 2019年（第101回）：準決勝と決勝戦との間に休養日を1日追加。
- 2020年（第102回）：新型コロナウイルス感染症（COVID-19）の流行を考慮し、大会中止（79年ぶり3度目）。春夏連続の中止は史上初。
- 2021年（第103回）：台風9号の接近による悪天候が予想されるため[79]、開会式を1日延期（4年ぶり。史上5度目）[80]。その後も雨天順延に悩まされ、計7度（過去最多）となった[81]。
- 2022年（第104回）：3回戦と準々決勝との間に休養日が1日追加[注 5]。また、雨天などで試合が中断された場合、翌日以降に中断された場面から再開し、9回完了または勝敗が決定するまで行うように改定された。暑さの問題や新型コロナウイルス感染症などの対策に対応するため、入場料を値上げした[82]。宮城県の仙台育英が山口県の下関国際との初優勝を懸けた試合を制した。「白河の関越え」とも言われる東北勢の優勝で、八地方全てに優勝経験校が出た。
- 2023年（第105回）：ベンチ入りが18人→20人に増員｡熱中症対策の一環として、各試合の5回裏終了時に『#クーリング（給水）タイム』（サッカーなどで言う『ハーフタイム』に準ずる）が10分間設けられた（その日の気候によっては、大会本部の判断で取りやめることが可能）。神奈川県の慶応が前年優勝校の仙台育英を下し、1916年（第2回。当時は東京府の慶応普通部）以来107年ぶり。大会史上歴代最長のブランクを乗り越えての優勝。
- 2024年（第106回）：投手の負担軽減などを目的に反発力を押さえた新基準の金属バットを導入。午前の部と午後の部の2部制を初めて導入（第1日から第3日まで）[83]。
- 2025年（第107回）1日目は選手の負担軽減のため、夕方から開会式が行われた。そして、開会式が行われた後、開幕試合が行われた。午前の部と午後の部の2部制が引き続き導入され、第2日から第6日に延長された。(実際は雨天延期で第6日は2部制で行われなかった。)

## 歴代記録と大会結果

### 優勝校・準優勝校
優勝校に優勝旗と優勝盾、準優勝校に準優勝盾が贈られる。

### その他の記録
2024年（第106回）終了時点で、次の29都道府県が優勝を経験している。
- 太字は選抜未制覇の地域。
  - 北海道、宮城県、茨城県、栃木県、群馬県、埼玉県、千葉県、東京都、神奈川県、長野県、岐阜県、静岡県、愛知県、三重県、京都府、大阪府、兵庫県、奈良県、和歌山県、広島県、山口県、徳島県、香川県、愛媛県、高知県、福岡県、佐賀県、大分県、沖縄県

2024年（第106回）終了時点で、次の18県が1度も優勝したことがない。
| 県       | 最高成績 | （参考） 選抜大会の 最高成績 |
| -------- | -------- | ---------------------------- |
| 青森県   | 準優勝   | 準優勝                       |
| 岩手県   | ベスト4  | 準優勝                       |
| 秋田県   | 準優勝   | ベスト4                      |
| 山形県   | ベスト4  | ベスト4                      |
| 福島県   | 準優勝   | ベスト8                      |
| 新潟県   | 準優勝   | ベスト8                      |
| 富山県   | ベスト8  | ベスト4                      |
| 石川県   | 準優勝   | ベスト4                      |
| 福井県   | ベスト4  | 優勝                         |
| 山梨県   | ベスト4  | 優勝                         |
| 滋賀県   | 準優勝   | 準優勝                       |
| 鳥取県   | ベスト4  | 準優勝                       |
| 島根県   | ベスト4  | ベスト8                      |
| 岡山県   | 準優勝   | 優勝                         |
| 長崎県   | ベスト4  | 優勝                         |
| 熊本県   | 準優勝   | 優勝                         |
| 宮崎県   | 準優勝   | ベスト4                      |
| 鹿児島県 | 準優勝   | 優勝                         |

旧外地では、満洲と台湾は準優勝、朝鮮はベスト8が最高である。
2024年（第106回）までの地方大会に1915年（第1回）から連続して参加している高校（皆勤校）は、次の15校である。
- 岐阜、旭丘、時習館、西京、山城、同志社、市岡、桐蔭、関西学院、神戸、兵庫、鳥取西、米子東、大社、松江北

2024年（第106回）現在、春夏通算で全都道府県との対戦を終えているのは、北海道、東京都、愛知県、大阪府、兵庫県の5都道府県である。以上は2代表選出時に代表同士との対戦もあり、47都道府県と対戦している。
- 当該都道府県を除く46カードと対戦しているのは、千葉県、奈良県、広島県、徳島県、香川県、福岡県、長崎県、鹿児島県の8県である[85]。
- 当該都道府県を除く46カード全てに勝利しているのは、大阪府と広島県の2府県である[85]。

### 優勝旗
優勝旗の色は深紅（「深紅の大優勝旗」）。現在の優勝旗は3代目。いずれも西陣の職人による制作。
- 初代：1915年（第1回）から1957年（第39回）まで。綾錦織り。
- 2代目：1958年（第40回）から2017年（第99回）まで。つづら織りで正絹を使用。
- 3代目：2018年（第100回）から。つづら織り[86][89]。大きさは、縦1.06メートル、横1.51メートル。旗とポールを足した総質量は、約10キログラム。2代目の意匠を踏襲する。

なお、毎日新聞社主催の選抜高等学校野球大会の場合、優勝旗の色は紫紺であり、準優勝旗もある点が異なる。

## エピソード
1978年（第60回）以降は出場が49校のため、最初の組み合わせ抽選の時点では、1校だけ初戦の対戦校が決定しない。
その1校は初戦で開幕試合の勝者と対戦することになるが、初戦の対戦校が決定しない高校の対戦成績は、出場が49校に定着した第60回大会（1978年）以降、1998年（第80回）・2008年（第90回）を含め、11勝32敗1分・勝率0.256である。
また、勝利した11校のうち2勝以上あげたのは2006年（第88回）の鹿児島工のみであり、ほかの10校は勝利しても次の3回戦で敗退している。鹿児島工はこのジンクスを破ってベスト4入りしたが、中迫監督は「試合を見に行かせた」「対戦相手の試合を見られることもいいこと」などと振り返っている。

## テレビ・ラジオ中継・映像記録

### NHKでの中継

#### テレビ
1953年（第35回）からNHKがテレビ中継を開始。1965年（第47回）からカラー中継を開始した。1974年（第56回）までは、原則として総合テレビのみで18時まで中継するスタイルであったが、同大会準々決勝（8月17日）の東海大相模対鹿児島実戦がテレビ中継の放送予定時刻を大幅に超え、試合途中の18時54分で中継を打ち切った。その直後からNHKに対して視聴者から中継打ち切りに対する抗議が殺到したため、天気予報と『7時のニュース』終了後に中継を再開した。
これを受けて、翌1975年（第57回）から総合テレビと教育テレビ（現・Eテレ）とのリレー方式で完全生中継を行うようになった。地上デジタル放送開始以降はイベントリレー機能を利用し、リレー時の案内を実施している。
- リレー中継開始前は、11時55分 - 13時25分[注 43]は中継できず[注 44]、日曜日の9時 - 10時も『日曜討論』の前身である『国会討論会』を放送するため中継できなかった。
- リレー中継は、民放各局でも1977年に日本テレビが巨人主催の公式戦ナイターをテレビ神奈川など関東地方の独立局（当時はテレビ埼玉、TOKYO MX、とちぎテレビは未開局）に向けてトップ&リレー中継を開始したほか、1985年には朝日放送がサンテレビジョンなど関西地方の独立局に向けて後述する本大会のトップ&リレー中継を開始した。

1999年（第81回）以降は、アナウンサーと解説者1名で実況しているが、1980年代（遅くとも1984年）から1998年は、初戦のみ両校関係者をゲストとして招き、4人体制で中継を行っていた。
当初、ゲストは試合をする両チームの野球部員から代表として選ばれた生徒1人（両校合わせて2名）が出演していたが、ある年の試合中に解説担当として出演した生徒が相手チームを愚弄する発言をしたことから生徒同士が口論となり、カメラが回っているのも忘れて放送中に喧嘩を始めるという放送事故が起きてしまい、これがきっかけで生徒をゲストに呼ぶことが廃止され、それ以降は、各校の野球部関係者（コーチやOBなどの成人者）が出演していた。
初戦では学校紹介のVTRが放送され、おもに学校所在地の市区町村を中心に紹介している。BGMは「栄冠は君に輝く」のマリンバテイストによるインストゥルメンタルが流れる。その後、主将と選手陣のコメントVTRが流される。
試合間には歴史や過去の名勝負、記憶に残る高校や選手・プレーなどを振り返るVTR「白球の記憶」が放送される。
高校野球関係者が入った年に行われる野球殿堂入り表彰式は、民放とは異なり映像を映さず、実況でもどのような表彰かは明言しなかったが、2019年（第101回）では、脇村春夫の表彰式が行われた際にその映像が映され、野球殿堂入りの旨も説明された。
1988年（第70回）から走者の位置をベースに見立てた図で走者のいる塁を赤色で表示している。このレイアウトが現在の日本における野球中継の標準になった。
1994年（第76回）からは、平日は9時から1時間おきに、土曜日・日曜日は10時と15時に、イニング終了後、ニュースを伝えるために3分間中継を中断するようになった。
- 初戦は2回表・裏に校歌が流れるため、2回裏終了後にニュースを放送する。また、決勝戦は5回裏終了後にニュースを放送する[注 48]。
- 台風などの豪雨発生時は、3分以上放送することがある。そのため、イニングの途中から中継が始まったり、イニングそのものが中継できないこともある。
  - 一例として、2017年（第99回）では広陵の中村奨成の1大会個人最多新記録となる6本目の本塁打が生中継できなかった[92]。

2010年（第92回）まではBS2でも開会式・準々決勝・準決勝・決勝戦と閉会式のみ中継された。また、小笠原諸島、沖縄県大東島地方の地上波テレビの衛星再送信中継局ができるまでは、東東京・西東京・沖縄のそれぞれの代表出場校の試合も中継された。
2011年（第93回）からは東日本大震災に伴う節電・省エネおよび暑さ対策のため、第1試合の開始時刻は3試合以上の場合（開幕日を除く。2013年 - 2018年は4試合日のみ。2011年および2024年は2試合日も含む）は、1994年（第76回）以来17年ぶりに8時開始に戻された（#第1試合の基本的な開始時刻を参照）。
- 『連続テレビ小説』の定時枠（8時 - 8時15分）確保のため、日曜日を除き冒頭15分間の生中継は行われない（Eテレで中継開始となる場合を除く）。Eテレでも中継しないのは、東日本大震災発生後の特別編成の際、この時間帯のEテレで通常番組を放送していたのが原因と思われる。この影響で、第1試合の出場校が初戦の際に演奏する校歌が中継できないことがある。
- 2011年（第93回）から2015年（第97回）は土曜日のみ8時からEテレで中継。2012年（第94回）はロンドンオリンピックの録画中継のため、大会前半は8時からEテレで中継。2016年（第98回）はリオデジャネイロオリンピック中継のため、4試合日のほとんどが8時からEテレで中継された[93]。

海外向けのNHKワールド・プレミアムでも準決勝、決勝戦と閉会式を中継している。録画での時差放送（ディレード）となる場合と生中継となる場合とがあるが、最近は編成の都合上、時差放送で行われることが少なくない。
2015年（第97回）から全試合でリアルタイム字幕放送、5.1サラウンドを実施。2017年（第99回）からは投手の投球数と球速が交互に表示されるようになった。
2018年（第100回）から中継テーマソングとして福山雅治の「甲子園」が使われている。2021年（第103回）から2023年（第105回）は、エンディングのみの使用となったが、2024年（第106回）では再び中継で使われた。
2021年（第103回）は東京パラリンピック中継のため、8月25日 - 28日は全てEテレで中継された。
- 8月25日の13時 - 15時は総合テレビで『国会中継』（第204回国会 衆議院〈13時から。散会は13時57分[95]〉・参議院〈14時から。散会は14時57分[96]〉議院運営委員会閉会中審査・新型コロナウイルス緊急事態宣言対象地域拡大事前説明）が行われたため、パラリンピックをEテレメインチャンネルで中継し、高校野球はサブチャンネルで中継された[97][98]。

2024年（第106回）は前述した2部制の導入に加え、パリオリンピックの録画中継に伴い、8月7日 - 11日は11時54分以降の試合（総合テレビからのリレー中継および7日 - 9日の「夕方の部」）を全てEテレで中継。また、18時45分 - 19時30分は総合テレビで各放送局からのニュースと『NHKニュース7』を放送するため、オリンピックをEテレメインチャンネルで中継し、高校野球はサブチャンネルで中継された。
- 8月8日は「夕方の部」（第3試合）の途中（16時42分）に日向灘地震が発生し、気象庁が津波注意報および南海トラフ地震臨時情報を発表した関係で中継が中断[99]。その後、18時30分からEテレサブチャンネルで中継を再開した[100]。
- 8月12日は台風5号関連のニュースのため、15時5分 - 18時を除いてEテレで中継された[101][102]。
- 8月16日は台風7号関連のニュースのため、9時以降は全てEテレで中継された[103][104]。

#### ラジオ
ラジオ中継の歴史は古く、1927年（第13回）から、当時の大阪中央放送局が中継を開始した（これがスポーツ中継の始まりでもあった）。
ラジオ第1で全試合を中継。中継時間は、原則として8時 - 18時50分。2024年（第106回）の第1試合開始は開幕日と決勝戦を除き8時であるが、2021年（第103回）までは、第1試合の最初の5分間はニュースのため中継できなかった。2022年（第104回）から、1回表の攻撃終了後にニュースを挟む形に変更された。
なお、4試合日の第1試合開始が現在と同じ8時であった1980年代は、試合開始5分前の7時55分から中継していた。
2012年（第94回）からIPサイマル配信「NHKネットラジオ らじる★らじる」で、2018年（第100回）からは民放ラジオポータルサイト「radiko」でも同時配信を行っている（2018年はNHKラジオ第二次実験配信。ただし、アーカイブ機能の利用は「らじる★らじる」のみ利用可）。
2021年（第103回）は、勝利監督インタビューが終わって次の試合に入るまでの穴埋めBGMに「栄冠は君に輝く」のフェンダー・ローズテイストによるインストゥルメンタルが流れた。もとの変ロ長調ではなく、半音下げたイ長調のものが使用された。BGMがフェイドアウトすると次の試合が始まる。
テレビとは異なり、11時50分 - 12時20分の間は、試合展開にかかわらず中継が中断するほか、毎正時ごろのニュース挿入と、一部の地域は道路交通法の規定による日本道路交通情報センターからの交通情報による中断もある（ニュースの場合は、毎正時になった後の攻守交代時。ただし、第1試合と決勝戦は1回表終了後。交通情報の場合は毎時28分前後の攻守交代時。また、初戦は2回表・裏に校歌が流れるため、2回裏終了後にニュースまたは交通情報を放送）。
また、8月9日は長崎平和祈念式典中継のため10時55分 - 11時30分、8月15日は全国戦没者追悼式中継のため11時50分 - 12時20分の間は、試合展開にかかわらず中継が中断する。
このほか、18時50分からニュース終了（平日＝19時30分、土曜日・日曜日・祝日＝19時25分）までは、試合展開にかかわらず中継が中断する。ニュース終了後も試合が続いている場合はFM放送にて中継を再開する（中断中に試合が終了した場合はニュースの中で結果のみ放送する）。中継再開後は2024年までは原則として最大で22時までとなっていたが、2025年から撤廃されている。
FM放送ではラジオ第1の中断時（正午のニュースなど）にリレー中継は行わないが、夏季オリンピックと日程が重複したり（1984年ロサンゼルスオリンピック、2008年北京オリンピック、2012年ロンドンオリンピック、2016年リオデジャネイロオリンピック）、国会中継を行う場合は中継する。
1960年代前半まではラジオ第2で中継された。その後も、ラジオ第1で中継できない場合に中継されたが、ラジオ第2の周波数があまり知られていない、カーラジオに設定されていない、語学講座、気象通報、株式市況が定時に放送できないという理由からFM放送に移行した。
1970年代前半までは、11時55分 - 13時5分は当時のテレビと同様、レギュラー編成のため中継できなかった。
大会期間中は、中継枠の時間調整のため、穴埋め番組『話題と音楽』が随所に編成される。

### 民放での中継
朝日放送テレビ（ABCテレビ）、朝日放送ラジオ（ABCラジオ）では、ラジオが開局翌年の1952年（第34回）、テレビは前身の「大阪テレビ放送」であった1957年（第39回）から、1回戦から決勝戦まで生中継を実施している。
サンテレビジョンと提携した1985年（第67回）からは土曜日と準々決勝以降を除き、昼の時間帯は近畿圏の独立局とのリレーネットも実施している（CMも通常の全画面ではなく画面下側3分の1に表示され、球場の風景も放送）。夜の時間帯（19時頃以降、ゴールデンタイム）はリレーを行わず、試合の途中で地上波の放送終了となることがある。
1995年（第77回）から2000年（第82回）の間、BSアナログハイビジョン試験放送（BS-9ch・JO248-BS-HDTV）において中継を行っていた。この名残からか、2001年（第83回）からは、BS朝日でも朝日放送との同時放送を行っている（ハイビジョン中継、連動データ放送あり。
朝日放送テレビでは2009年（第91回）からリアルタイム字幕放送を行っている。BS朝日では決勝戦のみ実施していたが、2020年を最後に廃止された。CMは通常放送と同じく16:9のハイビジョン形式画像（一部CMは4:3の標準形式画像）で全画面放送し、提供クレジットはCM終了後の後クレジットのみ表示となり、1本のCMを放送するたびにそのCMを放送したスポンサーのみ表示を行う）。
なお、2022年（第104回）からはBSでは4Kのみで放送され、2Kでは放送されないことになった。
朝日放送系列のCS放送局、スカイAでも当日の夕方から録画放送している。また、全国大会の開幕前から、順次地方大会決勝戦ノーカット放送を行ってきたが、2012年度は一部地区がダイジェスト放送となり、2013年度以降は地方大会の全試合完全放送を見送ることになった。
これは、民放でテレビ中継を行う地方大会が減少傾向にあるため、一部の地区で独自中継してきたが、それも難しくなったためである。代替措置として『速報!甲子園への道』の全放送日一挙放送や、開幕直前の生放送番組で地方大会をまとめて流すようにした。
テレビ朝日系列では開会式の一部と決勝戦（2014年まで）については全国中継される。年度によってはそれ以外の試合でも出場校の地元局がネットすることがある（年度や局によっては深夜に録画放送される）が、北海道テレビ放送（HTB）では2019年（第101回）を最後に取りやめた。
テレビ朝日は長らく続けていた準決勝の一部中継（14、15時台のみ）を2005年（第87回）を最後に取り止めた。2015年（第97回）は、決勝戦の放送枠がネットワークセールスからローカルセールスへと変更されたことから、テレビ朝日系列局のうちテレビ朝日のみ決勝戦の中継を行わず、2016年（第98回）はネット局がさらに減少し、2021年（第103回）は関西ローカルのみでの放送となっている。
ネット外の地方局ではテレビ山梨（UTY・JNN）、富山テレビ（BBT・FNN）、山陰放送（BSS・JNN）が2014年（第96回）までネットしていた。それ以降決勝戦も含め、全編ローカルセールスに変更されたことからネット局は縮小傾向にある（2021年はテレビ朝日がゴルフ中継を行い、大部分のテレビ朝日系列がテレビ朝日を優先したため、高校野球の決勝戦は朝日放送テレビ以外では生中継されなかった）。
2018年（第100回）まで関西地方以外の地域で地元代表校出場試合が放送される場合（決勝戦は除く）、映像は朝日放送テレビからのネットワークを受けるが、一部の放送局では実況は地元の放送局が派遣したアナウンサーによる「地元校応援実況」を行っていた。
ただし、中継予定時間になっても地元校出場試合が始まっていない場合は、朝日放送テレビアナウンサーの実況をそのまま放送する（回線の都合上、前の試合のどちらかの地元局の応援実況が放送されることもある）。2009年（第91回）のみ全局が朝日放送（当時）の実況となった。最終的に愛媛朝日テレビのみ実施されていたが2018年（第100回）で終了した。
また、テレビ朝日系列各局と、朝日新聞資本がある一部のテレビ朝日系列以外の放送局および朝日放送ラジオでは、7月中旬ごろ（朝日放送ラジオは7月1日）から朝日新聞の大会CMが放送される（台詞の違いによる地方大会版と本大会版とが存在）。
バックのBGM「栄冠は君に輝く」は、当初は学生の混声合唱であったが、21世紀になってからはハウンドドッグ、サーカス、森山良子、夏川りみ、小椋佳らイメージアーティストが歌うようになった（2021年に山崎育三郎で復活）。
2011年（第93回）以降は日本各地の高校生による合唱・演奏に変更された。テレビ版の映像は前年度の本大会（年度により地方大会も）の模様をフィルム撮影したものを使っている。ナレーションは、2014年（第96回）まで小林清志が務めていた（テレビ・ラジオ共に）。
2015年（第97回）はテレビCMの新たな趣向として、同志社香里高校ダンス部員（女子）らの出演、Dream5の「栄冠は君に輝く」歌唱による「ダンス編」が制作された（本大会開催期間中は従来の作りのテレビCMもあわせて放送）。2016年（第98回）は「ダンス編」の第2弾を放送（従来の作りのテレビCMはなし）。
ラジオ中継は、朝日放送ラジオで先述の通り1952年（第34回）から中継し全試合完全中継を行っていたが2009年（第91回）からは試合展開や地元の近畿勢が出場する試合に関係なく17時50分で中継を打ち切っている。
ラジオ中継でも地元の大会出場校が出場する試合については当該地区の局で中継する場合がある。

### インターネット中継
2014年（第96回）からニコニコ生放送が新規参入。第86回選抜から引き続き、NHKでの放送を見ながら実況する「テレビ実況生放送」として配信。2015年（第97回）は森永製菓、2017年（第99回）は面白法人カヤックが後援。
- MC：愛甲猛
- アシスタント：佐藤哲也・大崎みらい・みんぽこ

2017年（第99回）は、愛甲猛のメイン番組とは別に、元プロ野球選手による同様の企画が配信された。
- 出演選手：中根仁・鈴木健・内藤尚行・門倉健・古木克明・佐野慈紀

2014年（第96回）までは朝日放送サイト内で全国選手権大会を配信していたが、2015年（第97回）からは、朝日放送・朝日新聞社の共同事業による「バーチャル高校野球」内で地方大会と全国選手権大会のライブ中継を配信する。2018年からは「SPORTS BULL（スポーツブル）」内で「バーチャル高校野球」の配信を行う。
2020年、新型コロナウイルスの感染拡大防止のため中止となった第92回選抜高等学校野球大会の代替大会2020年甲子園高校野球交流試合では、毎日新聞社、毎日放送が運営する「センバツLIVE」と「バーチャル高校野球」がライブ配信で競作した。
2022年からは「SPORTS BULL（スポーツブル）」だけではなく、スポーツナビ（ヤフー）でもバーチャル高校野球を扱うようになったため、スポーツナビからでも中継映像を見ることができるようになった。
2023年（第105回）はサイバーエージェントとテレビ朝日の合弁インターネット放送局であるABEMAでも「バーチャル高校野球」を同時配信。
2024年（第106回）からは「オーディオ高校野球」として、朝日放送ラジオ制作の高校野球中継をradikoにて、エリアによる制限無し並びに完全中継で無料配信している。

### 映画
- 『第50回全国高校野球選手権大会 青春』（監督：市川崑）[123]